# Dana Chladek
Dana Chladek, född den 27 december 1963 i Děčín, Tjeckien, är en amerikansk kanotist.
Hon tog OS-brons på K-1 i slalom i samband med de olympiska kanottävlingarna 1992 i Barcelona.
Hon tog OS-silver i samma gren i samband med de olympiska kanottävlingarna 1996 i Atlanta.